# Feldkirch (Haut-Rhin)
Pour les articles homonymes, voir Feldkirch.
Feldkirch (prononcé [fɛltkiʁʃ] ) est une commune française située dans la circonscription administrative du Haut-Rhin et, depuis le 1er janvier 2021, dans le territoire de la Collectivité européenne d'Alsace, en région Grand Est.
Cette commune se trouve dans la région historique et culturelle d'Alsace.

## Géographie

### Localisation
Feldkirch est un village alsacien de la banlieue de Mulhouse situé dans la plaine de la Thur, au cœur de l'Ochsenfeld, à l'extrême nord de la forêt du Nonnenbruch, entre Mulhouse et Colmar, et à proximité de Guebwiller.
Il fait partie de l'aire d'attraction de Mulhouse, ainsi que de son  unité urbaine et de sa zone d'emploi. Le bassin de vie est celui de Guebwiller.

### Communes limitrophes
Les communes limitrophes sont Raedersheim, Bollwiller, Ungersheim, Pulversheim et Staffelfelden.
| Raedersheim | Raedersheim   | Ungersheim  |
| Bollwiller  | Feldkirch     | Ungersheim  |
| Bollwiller  | Staffelfelden | Pulversheim |

### Géologie et relief
La superficie de la commune est de 4,21 km2 ; son altitude varie de 222  à   249 mètres.

### Hydrographie

#### Réseau hydrographique
La commune est dans le bassin versant du Rhin au sein du bassin Rhin-Meuse. Elle est drainée par le Lohbach, le Wuenheim, le Feidbach Interne et le Krebsbach,,.
Le Lohbach, d'une longueur de 19 km, prend sa source dans la commune de Uffholtz et se jette  dans la Lauch à Rouffach, après avoir traversé onze communes.
Le Wuenheim, d'une longueur de 13 km, prend sa source dans la commune de Soultz-Haut-Rhin et se jette  dans le Lohbach sur la commune, après avoir traversé quatre communes.

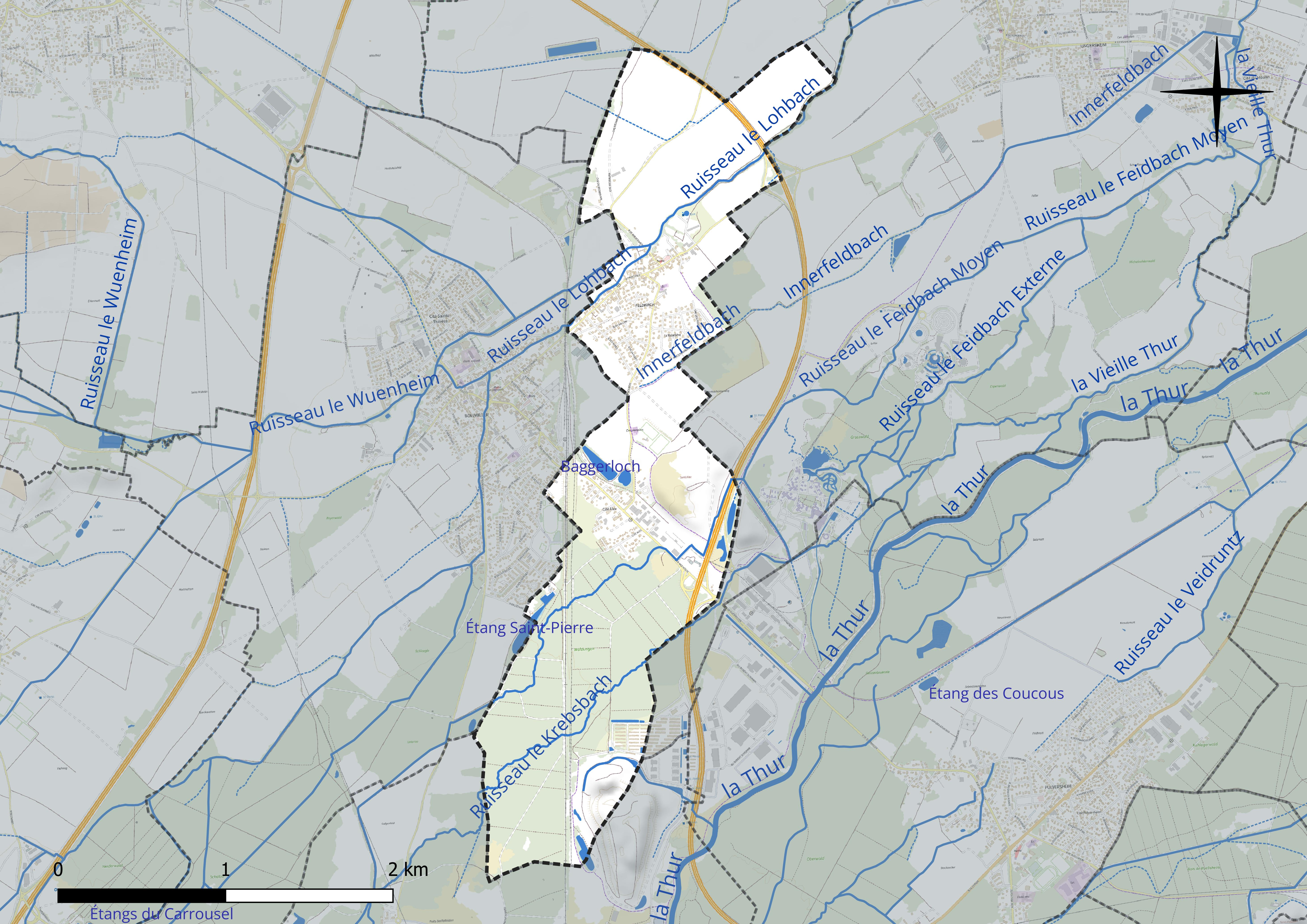
Carte hydrographique de la commune.
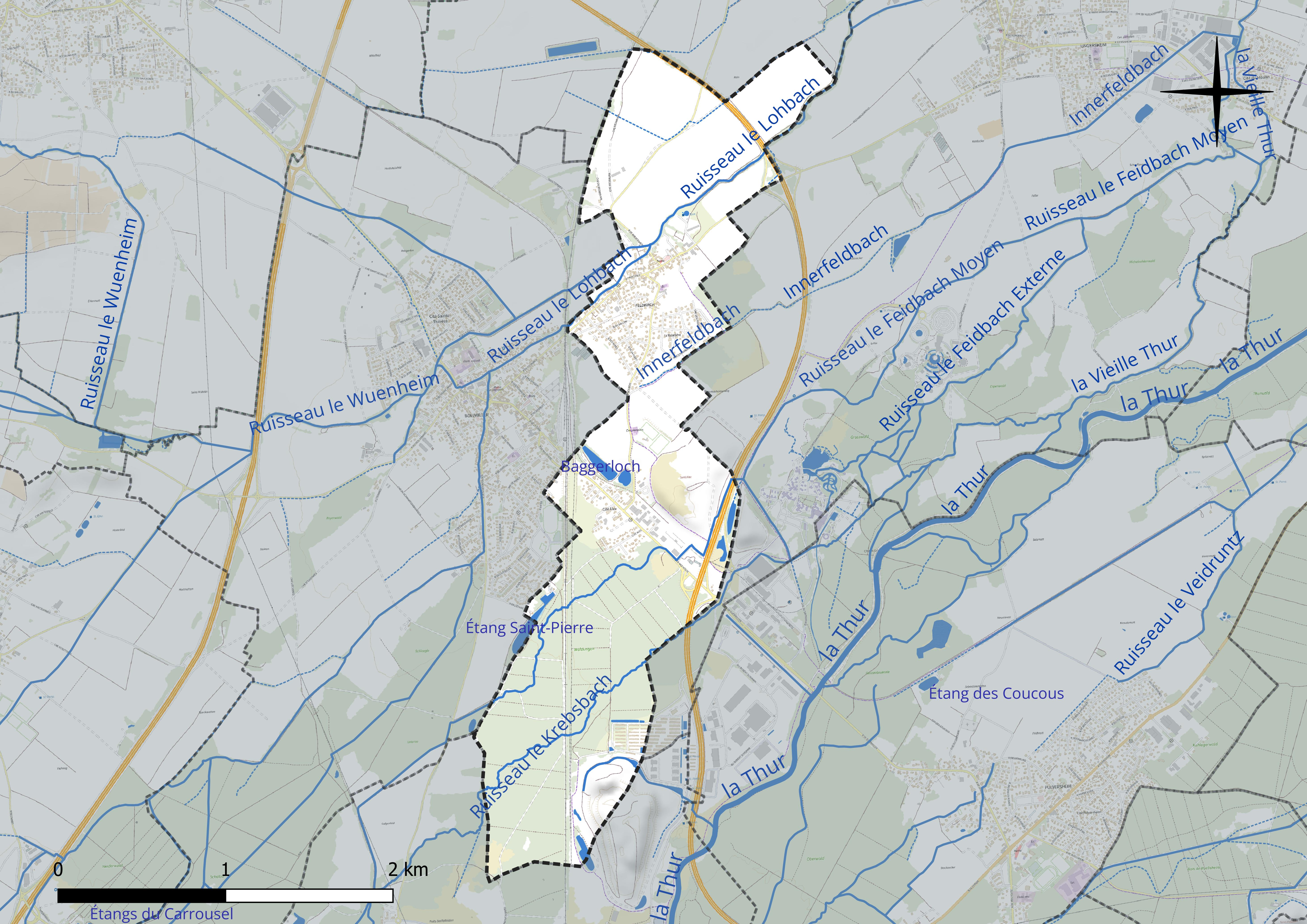
Réseau hydrographique de Feldkirch.

Deux plans d'eau complètent le réseau hydrographique : Baggerloch (1,3 ha) et l'étang Saint-Pierre, d'une superficie totale de 1,9 ha (0,7 ha sur la commune),.

#### Gestion et qualité des eaux
Le territoire communal est couvert par le schéma d'aménagement et de gestion des eaux (SAGE) « Ill Nappe Rhin ». Ce document de planification concerne la nappe phréatique rhénane, les cours d'eau de la plaine d'Alsace et du piémont oriental du Sundgau, les canaux situés entre l'Ill et le Rhin et les zones humides de la plaine d'Alsace. Le périmètre s’étend sur 3 596 km2. Il a été approuvé le 17 janvier 2005. La structure porteuse de l'élaboration et de la mise en œuvre est la région Grand Est.
La qualité des cours d’eau peut être consultée sur un site dédié géré par les agences de l’eau et l’Agence française pour la biodiversité.

### Climat
Pour des articles plus généraux, voir Climat du Grand Est et Climat du Haut-Rhin.
En 2010, le climat de la commune est de type climat des marges montargnardes, selon une étude du Centre national de la recherche scientifique s'appuyant sur une série de données couvrant la période 1971-2000. En 2020, Météo-France publie une typologie des climats de la France métropolitaine dans laquelle la commune est exposée à un climat semi-continental et est dans la région climatique Vosges, caractérisée par une pluviométrie très élevée (1 500 à 2 000 mm/an) en toutes saisons et un hiver rude (moins de 1 °C).
Pour la période 1971-2000, la température annuelle moyenne est de 10,5 °C, avec une amplitude thermique annuelle de 17,6 °C. Le cumul annuel moyen de précipitations est de 723 mm, avec 8,7 jours de précipitations en janvier et 9,4 jours en juillet. Pour la période 1991-2020, la température moyenne annuelle observée sur la station météorologique de Météo-France la plus proche, « Guebwiller », sur la commune de Guebwiller à 7 km à vol d'oiseau, est de 11,4 °C et le cumul annuel moyen de précipitations est de 919,6 mm. 
La température maximale relevée sur cette station est de 39,9 °C, atteinte le 13 août 2003 ; la température minimale est de −16,3 °C, atteinte le 20 décembre 2009,,.
Les paramètres climatiques de la commune ont été estimés pour le milieu du siècle (2041-2070) selon différents scénarios d'émission de gaz à effet de serre à partir des nouvelles projections climatiques de référence DRIAS-2020. Ils sont consultables sur un site dédié publié par Météo-France en novembre 2022.

## Urbanisme

### Typologie
Au 1er janvier 2024, Feldkirch est catégorisée bourg rural, selon la nouvelle grille communale de densité à sept niveaux définie par l'Insee en 2022.
Elle appartient à l'unité urbaine de Mulhouse, une agglomération intra-départementale regroupant 20  communes, dont elle est une commune de la banlieue,,. Par ailleurs la commune fait partie de l'aire d'attraction de Mulhouse, dont elle est une commune de la couronne,. Cette aire, qui regroupe 132 communes, est catégorisée dans les aires de 200 000 à moins de 700 000 habitants,.

### Occupation des sols

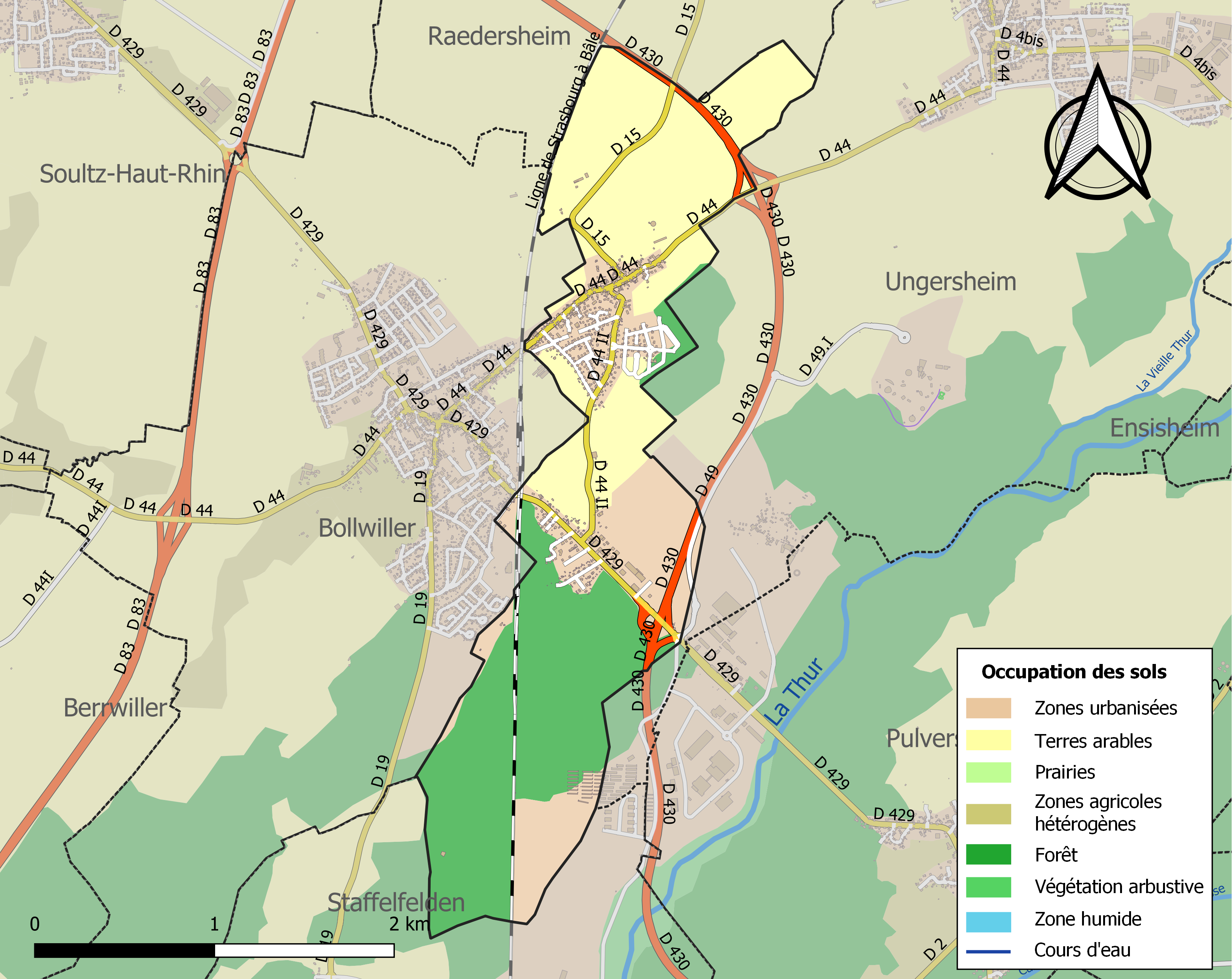
Carte des infrastructures et de l'occupation des sols de la commune en 2018 (CLC).

L'occupation des sols de la commune, telle qu'elle ressort de la base de données européenne d’occupation biophysique des sols Corine Land Cover (CLC), est marquée par l'importance des territoires agricoles (38,3 % en 2018), en diminution par rapport à 1990 (41 %). La répartition détaillée en 2018 est la suivante : 
terres arables (38,3 %), forêts (34,9 %), zones urbanisées (12,1 %), zones industrielles ou commerciales et réseaux de communication (9,9 %), mines, décharges et chantiers (4,8 %). L'évolution de l’occupation des sols de la commune et de ses infrastructures peut être observée sur les différentes représentations cartographiques du territoire : la carte de Cassini (XVIIIe siècle), la carte d'état-major (1820-1866) et les cartes ou photos aériennes de l'IGN pour la période actuelle (1950 à aujourd'hui).

### Lieux-dits, hameaux et écarts
Faisant partie du Bassin potassique alsacien, le village dispose d'une ancienne cité minière, la Cité Alex, située le long de la départementale reliant Bollwiller à Pulversheim, à environ 1 kilomètre du centre du village. Celle-ci a été réhabilitée en zone d'activité.

### Habitat et logement
En 2020, le nombre total de logements dans la commune était de 441, alors qu'il était de 415 en 2015 et de 401 en 2010.
Parmi ces logements, 93,7 % étaient des résidences principales, 0,2 % des résidences secondaires et 6,1 % des logements vacants. Ces logements étaient pour 88,6 % d'entre eux des maisons individuelles et pour 11,4 % des appartements.
Le tableau ci-dessous présente la typologie des logements à Feldkirch en 2020 en comparaison avec celle du Haut-Rhin et de la France entière. Une caractéristique marquante du parc de logements est ainsi la faible proportion des résidences secondaires et logements occasionnels (0,2 %) par rapport au département (3,4 %) et à la France entière (9,7 %).
| Typologie                                               | Feldkirch | Haut-Rhin | France entière |
| ------------------------------------------------------- | --------- | --------- | -------------- |
| Résidences principales (en %)                           | 93,7      | 87,6      | 82,1           |
| Résidences secondaires et logements occasionnels (en %) | 0,2       | 3,4       | 9,7            |
| Logements vacants (en %)                                | 6,1       | 9         | 8,2            |

### Voies de communication et transports

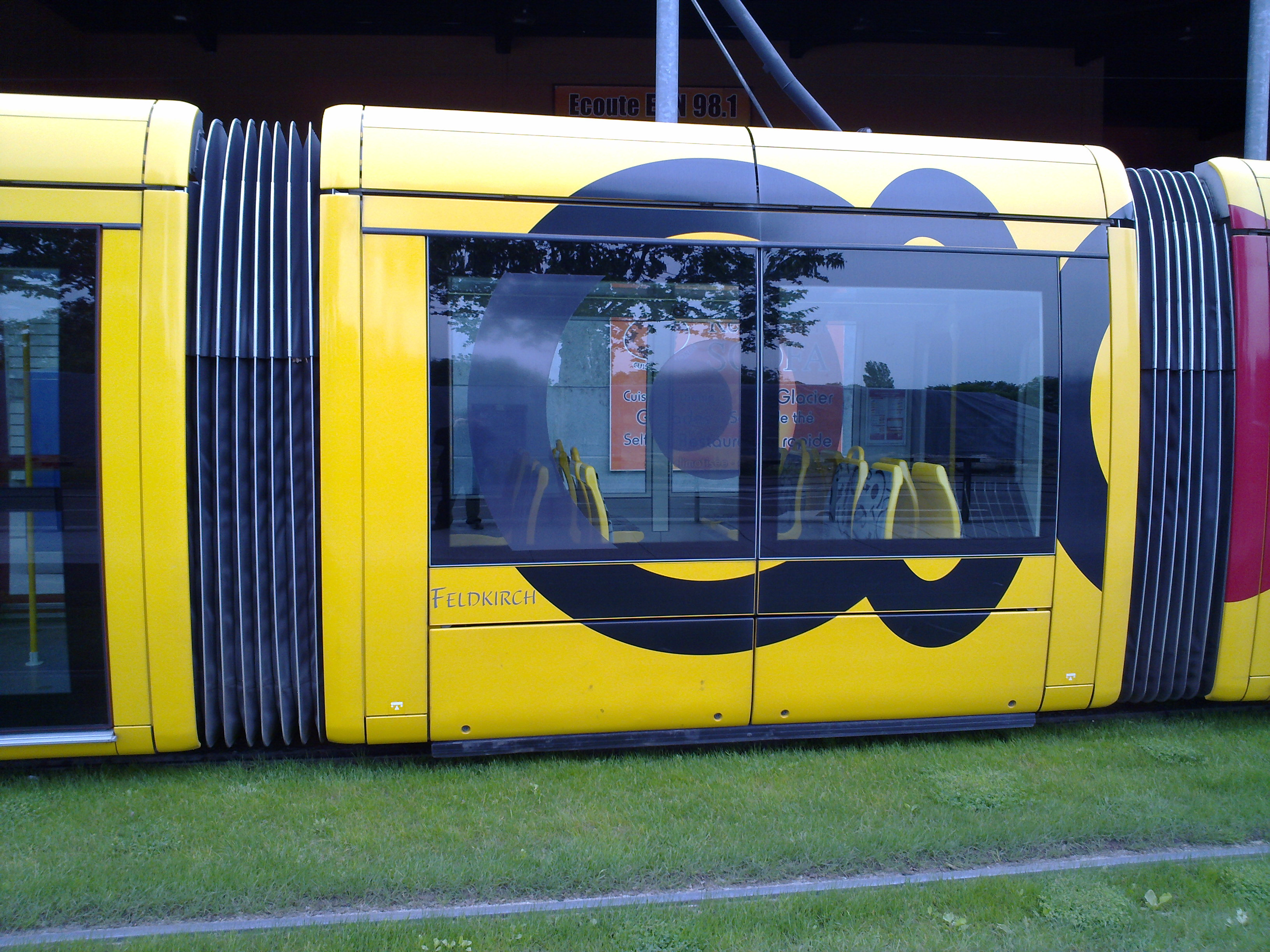
Rame Citadis 302 du Tramway de Mulhouse baptisée « Feldkirch » en l'honneur de la commune, qui fait partie de la Communauté d'Agglomération de Mulhouse sans toutefois être desservie par le tramway.

### Desserte routière
Le village est desservi par deux voies rapides à proximité : la voie rapide D 83 avec deux sorties proches via Bollwiller (nord-ouest par le Carrefour du Nouveau Monde et sud-ouest), et la voie rapide D 430 avec deux sorties (sud-est via la Cité Alex et nord-est). On rejoint donc assez rapidement les deux autoroutes traversant l'Alsace, l'A35 et l'A36.

### Transports en commun
Bien que traversé par la ligne de Strasbourg-Ville à Saint-Louis, le village ne dispose plus  de  gare sur son propre territoire. Les usagers doivent se rendre en gare de Bollwiller à 1,5 km de là, desservie par les trains TER Grand Est de la relation Strasbourg - Colmar - Mulhouse-Ville, et occasionnellement (en heures creuses : en semaine tôt le matin et les dimanches & jours fériés) par les trains du service TER 200 (relation de Strasbourg à Bâle CFF ou Mulhouse-Ville).
Un service de transport à la demande, « Taxi-Soléa », permet de rabattre les usagers du centre du village vers la gare de Bollwiller, mais aussi vers les lignes de bus les plus proches comme la ligne 54 de Soléa et la ligne 454 du « Réseau 68 » du Conseil général qui traversent la Cité Alex.

### Qualité de l'environnement
Feldkirch fait partie des 20 communes de l'agglomération mulhousienne ayant l'obligation de mettre en place une ZFE-m avant le 31 décembre 2024.

## Toponymie
Le nom de la commune signifie « église en champ » en allemand.

### Mines

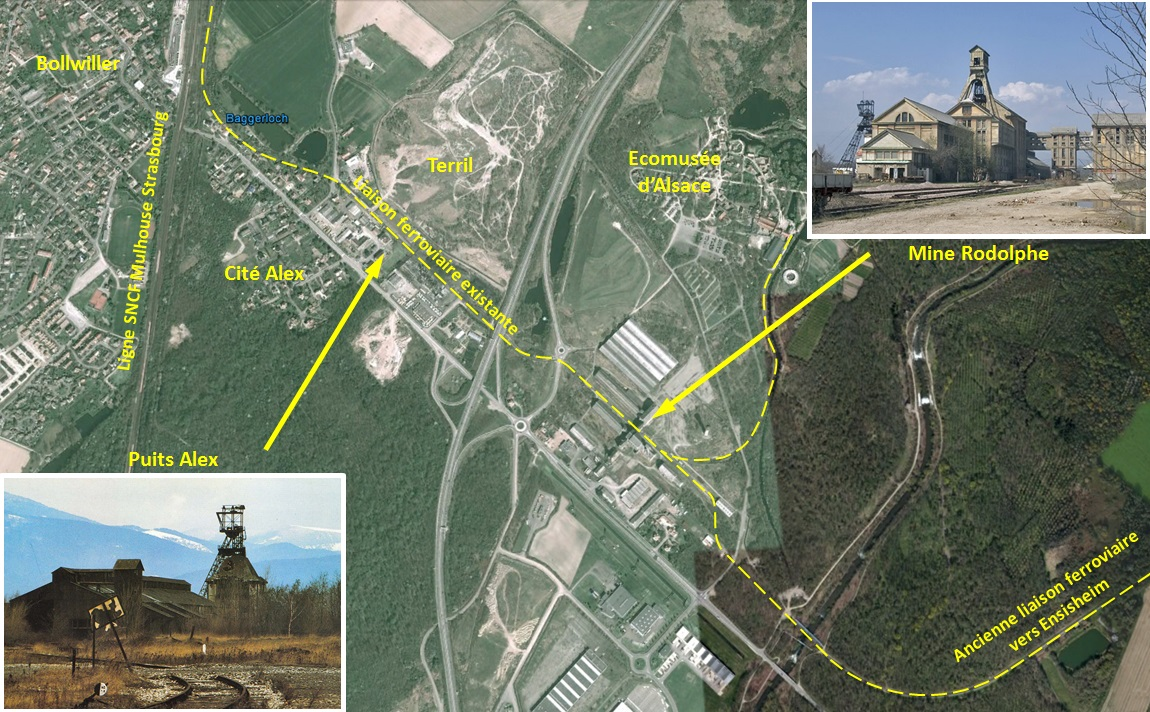
Plan de localisation des mines Rodolphe et Alex.

## Politique et administration

### Rattachements administratifs et électoraux

#### Rattachements administratifs
La commune se trouvait depuis 1974 dans l'arrondissement de Guebwiller du département du Haut-Rhin, qui, fusionné avec le Bas-Rhin, forme depuis 2021 la Collectivité européenne d'Alsace.  Le 1er janvier 2015, cet arrondisssement est supprimé et la commune rattachée à l'arrondissement de Mulhouse
Elle faisait partie depuis 1793 du canton de Soultz-Haut-Rhin. Dans le cadre du redécoupage cantonal de 2014 en France, cette circonscription administrative territoriale a disparu, et le canton n'est plus qu'une circonscription électorale.

#### Rattachements électoraux
Pour les élections départementales, la commune fait partie depuis 2014 du canton de Wittenheim
Pour l'élection des députés, elle fait partie de la quatrième circonscription du Haut-Rhin.

### Intercommunalité
Feldkirch était membre de la communauté de communes du Bassin Potassique, un établissement public de coopération intercommunale (EPCI) à fiscalité propre créé fin 2000 et auquel la commune avait transféré un certain nombre de ses compétences, dans les conditions déterminées par le code général des collectivités territoriales.
Cette intercommunalité a pris la décision de se dissoudre fin 2003 pour que ses communes membres puissent rejoindre la Communauté d'agglomération Mulhouse Sud-Alsace  (CAMSA) le 1er janvier 2004, puis la nouvelle organisation intercommunale agrandie en 2010 Mulhouse Alsace Agglomération (M2A) dont est désormais membre la commune

### Liste des maires
| Période                                  | Période                        | Identité         | Étiquette | Qualité                                                                          |
| ---------------------------------------- | ------------------------------ | ---------------- | --------- | -------------------------------------------------------------------------------- |
| Les données manquantes sont à compléter. |                                |                  |           |                                                                                  |
|                                          |                                |                  |           |                                                                                  |
| 1945                                     | 1965                           | Xavier Breg      |           |                                                                                  |
| 1965                                     | 1977                           | Louis Herrgott   |           |                                                                                  |
| 1977                                     | 1983                           | André Meyer      |           |                                                                                  |
| 1983                                     | mars 1989                      | Gérard Schmitt   |           |                                                                                  |
| mars 1989                                | juin 1995                      | Philippe Herrisé |           |                                                                                  |
| juin 1995                                | mars 2006                      | Marcel Haenni    |           | Mandat écourté par la démission d'une partie du conseil municipal puis du maire. |
| mars 2006                                | mars 2008                      | Attilio Ugolini  |           |                                                                                  |
| mars 2008                                | juin 2016                      | Bertrand Felly   |           | Ingénieur Démissionnaire                                                         |
| juin 2016                                | avril 2023                     | Pierre Salze     |           | Médecin retraité Démissionnaire                                                  |
| mai 2023                                 | En cours (au 30 novembre 2023) | Nicole Blumstein |           | Ancienne profession intermédiaire                                                |

## Équipements et services publics

### Eau et déchets
Depuis 2023, l'adduction d'eau potable est assurée par la communauté d'agglomération,.
Une station d'épuration destinée à dépolluer les eaux usées de Feldkirch et de Bollwiller est construite en 2024/2025 par le SIVOM de la région mulhousienne, afin de remplacer l'installation précédente datant de 1975.

### Enseignement
Les enfants de la commune sont scolarisés à l'école primaire et maternelle « Les Hirondelles ».

### Justice, sécurité, secours et défense
La commune dispose d'un  centre de première intervention (CPI),de pompiers.

## Population et société
Les habitants sont appelés les Feldkirchois et les Feldkirchoises.

### Démographie
L'évolution du nombre d'habitants est connue à travers les recensements de la population effectués dans la commune depuis 1793. Pour les communes de moins de 10 000 habitants, une enquête de recensement portant sur toute la population est réalisée tous les cinq ans, les populations de référence des années intermédiaires étant quant à elles estimées par interpolation ou extrapolation. Pour la commune, le premier recensement exhaustif entrant dans le cadre du nouveau dispositif a été réalisé en 2006.

En 2022, la commune comptait 1 002 habitants, en évolution de +1,21 % par rapport à 2016 (Haut-Rhin : +0,66 %, France hors Mayotte : +2,11 %).
| 1793 | 1800 | 1806 | 1821 | 1831 | 1836 | 1841 | 1846 | 1851 |
| ---- | ---- | ---- | ---- | ---- | ---- | ---- | ---- | ---- |
| 294  | 274  | 349  | 342  | 440  | 450  | 470  | 458  | 445  |

| 1856 | 1861 | 1866 | 1871 | 1875 | 1880 | 1885 | 1890 | 1895 |
| ---- | ---- | ---- | ---- | ---- | ---- | ---- | ---- | ---- |
| 420  | 475  | 489  | 436  | 366  | 375  | 395  | 413  | 395  |

| 1900 | 1905 | 1910 | 1921 | 1926 | 1931 | 1936 | 1946 | 1954 |
| ---- | ---- | ---- | ---- | ---- | ---- | ---- | ---- | ---- |
| 396  | 406  | 395  | 420  | 478  | 588  | 533  | 491  | 529  |

| 1962 | 1968 | 1975 | 1982 | 1990 | 1999 | 2006 | 2011 | 2016 |
| ---- | ---- | ---- | ---- | ---- | ---- | ---- | ---- | ---- |
| 628  | 632  | 729  | 712  | 835  | 910  | 923  | 956  | 990  |

| 2021  | 2022  | - | - | - | - | - | - | - |
| ----- | ----- | - | - | - | - | - | - | - |
| 1 000 | 1 002 | - | - | - | - | - | - | - |

## Culture locale et patrimoine

### Lieux et monuments

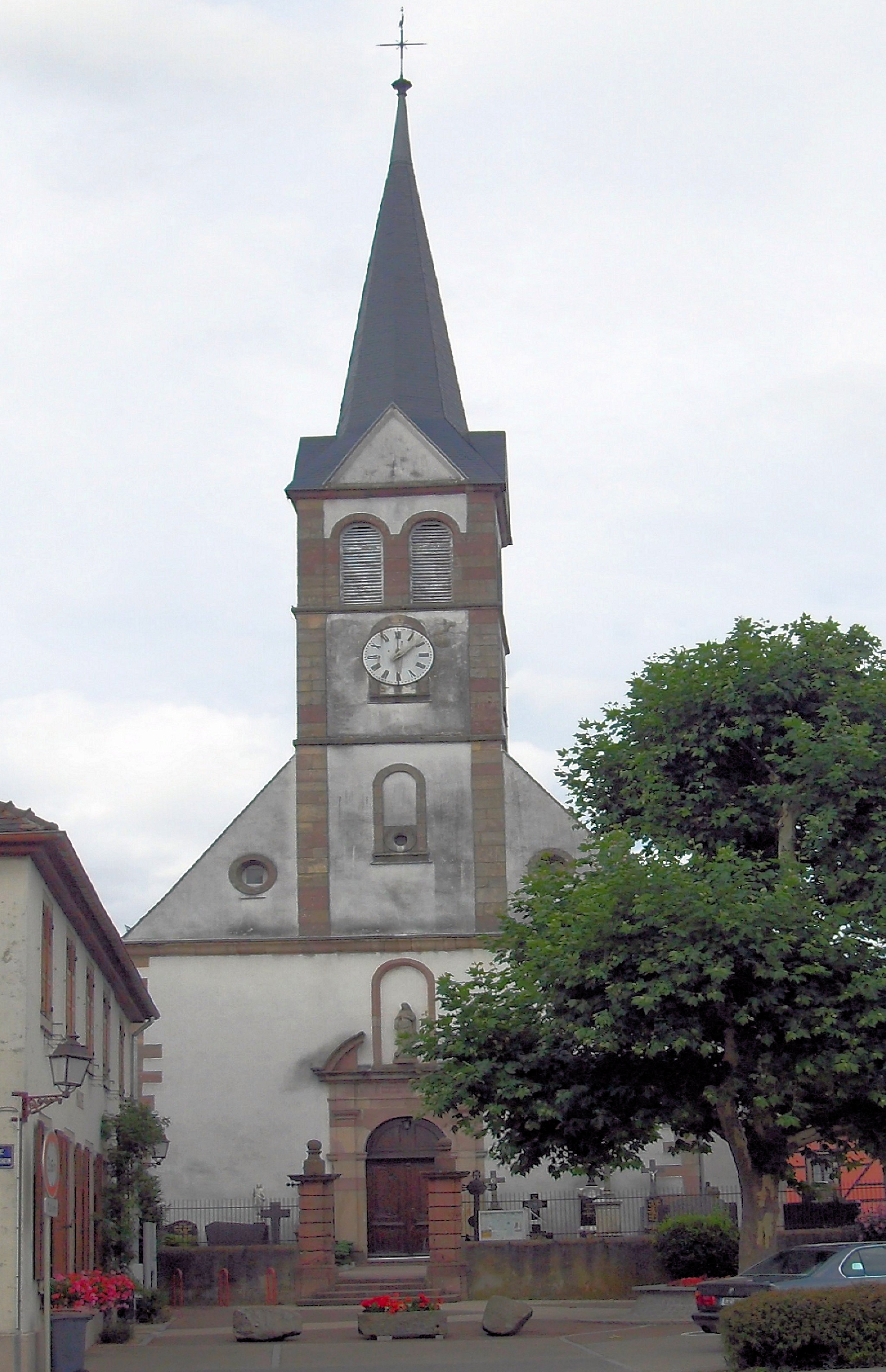
L'église Saint-Rémi.

- La vieille ville, qui montre les vestiges de son enceinte et son plan triangulaire médiéval.
- L'église Saint-Rémi, achevée en 1725.
- Le « Carreau Alex », ancien puits de potasse exploité de 1910 à 1954 et aujourd'hui réhabilité en zone d'activité.
- Le Castel de Fldkirch, de 1604, ancienne demeure du régisseur des terres du Conte de Bollwiller.

### Héraldique
| Blason de Feldkirch (Haut-Rhin) | Blason  | D'azur au lion rampant d'or, une cotice de gueules brochant le tout |
| Blason de Feldkirch (Haut-Rhin) | Détails | Le statut officiel du blason reste à déterminer.                    |

## Pour approfondir